# Son Ngoc Thanh
Son Ngoc Thanh (ur. 7 grudnia 1908, zm. 8 sierpnia 1977), kambodżański polityk, przywódca nacjonalistycznej partii o nazwie Khmer Issarak (Niezależna Kambodża).
W latach 1942–1945 przebywał w Japonii. Od 14 sierpnia do 16 października 1945 sprawował urząd premiera Kambodży, po czym udał się na wygnanie do Francji (1945-1951). Wiele lat później ponownie pełnił funkcję premiera (od 18 marca 1972 do 15 października 1972). W 1975 po raz kolejny udał się na emigrację.